# فرودگاه بین‌المللی نانچانگ چانگبی
فرودگاه بین‌المللی نانچانگ چانگبی (به انگلیسی: Nanchang Changbei International Airport) یک فرودگاه همگانی با کد یاتا KHN است که یک باند فرود بتن دارد و طول باند آن ۳۴۰۰ متر است. این فرودگاه در شهر نانچانگ کشور چین قرار دارد و در ارتفاع ۴۴ متری از سطح دریا واقع شده‌است.

## شرکت‌های هواپیمایی و مقصدهای پروازی
| شرکت‌های هواپیمایی   | مقصدهای پروازی                                               |
| ------------------- | ------------------------------------------------------------ |
| هواپیمایی شرقی چین  | کونمینگ چانگشوی، سانیا فونیکس، شانگهای پودنگ، شی‌آن شیان‌یانگ، |
| هواپیمایی جنوبی چین | پکن، بایون گوآنگجو، شنژن بن                                  |
| تیانجین ایرلاینز    | شی‌آن شیان‌یانگ                                                |